# 弗兰肯公国
法蘭克尼亞公國，是東法蘭克王國的自治公國之一，公國前身為法蘭克人治下奧斯特拉西亞地區的東面部分。後來公國於10世紀形成神聖羅馬帝國領土的一部分。

## 地理
公國的領土包括現今巴伐利亞法蘭克尼亞地區、圖林根南部、黑森、普法爾茨和巴登-符騰堡北部地區。正當東法蘭克王國卡洛林王朝對這些地區的控制減退之際，正正就是法蘭克尼亞公國發展最迅速的時候。公國坐落於日後建立的德意志王國的中央部分，毗鄰周圍數個自治公國。北面接壤薩克森公國、西面連接洛林公國、士瓦本公國位於公國南方，東南方則有巴伐利亞公國。

## 歷史
跟其他自治公國不同，儘管居於西法蘭克尼亞的薩利安伯爵於當地擁有很多大型莊園，但是法蘭克尼亞公國仍然沒有發展成一個穩定的政治實體。906年於蘭加爾地區康拉德家族的伯爵青年康拉德被稱為「法蘭克尼亞公爵」（dux Franconiae）。911年東法蘭克的加洛林王朝絕嗣之後，康拉德被推舉為第一位德意志國王（稱康拉德一世），其法蘭克尼亞公爵之位則由康拉德的弟弟埃贝哈德繼承。可是康拉德家族在王位的鬥爭中敗給了如日中天的薩克森奧托王朝：919年薩克森公爵捕鳥者亨利繼承康拉德一世成為新的德意志國王。939年埃伯哈德公爵反抗亨利的兒子，國王奧托一世，埃贝哈德於安德纳赫戰役中失敗後法蘭克尼亞公國被佔領。奧托一世並沒有指定新的公爵繼承人，反而將公國分成若干伯國和教區，這些國家會直接隸屬國王。 
在伯爵紅色康拉德的發展之下，西法蘭克尼亞地區成為了薩利安王朝的領土中心，此地於十一和十二世紀曾經誕生過四位神聖羅馬帝國皇帝：康拉德二世、亨利三世、亨利四世和亨利五世。這地有美因茨、施派爾和沃爾姆斯等數個重要城市，後兩者更是薩利安王朝紅者康拉德後裔伯爵的行政中心。統治這地的這些伯爵，如果擁有強大的力量，有時亦會被人稱為法蘭克尼亞公爵。1024年薩利安王朝終於成為了統治德意志地區神聖羅馬帝國的王朝。
康拉德二世是最後一個擁有法蘭克尼亞地區伯爵名銜的人。1039年康拉德二世逝世後，法蘭克尼亞地區分裂成一眾小國，例如法蘭克福、施派爾和沃爾姆斯等城市，美因茨、施派爾和沃爾姆斯等采邑主教區，此外還有黑森侯國、圖林根部分等。在這些較大的國家之中，還有很多更小的國家。
1093年亨利五世再將西法蘭克尼亞地區封給亞琛王權伯爵，下洛林公國的拉赫爾的亨利作為領地，後來這形成了德意志眾國之中的普法爾茨選侯國（Kurpfalz）。1168年腓特烈·巴巴羅薩將公爵稱號頒授予東法蘭克尼亞的符茲堡采邑主教的同時，西法蘭克尼亞亦再被瓜分，「西法蘭克尼亞」或「萊茵河沿岸法蘭克尼亞」的地名逐漸被遺忘。西法蘭克尼亞最終於1500年成為帝國上萊茵帝國圈的一部分。

## 公爵
- 老康拉德（906年逝世） 892年起為圖林根公爵
- 青年康拉德（918年逝世） 911年起為東法蘭克國王
- 埃贝哈德（939年被殺）

法蘭克尼亞公爵的稱號一直由東法蘭克國王和羅馬帝國皇帝所持有，直至1039年康拉德二世逝世之後，符茲堡采邑主教自稱為公爵。雖然1116年薩利安王朝的皇帝亨利五世曾將公爵稱號頒予霍亨斯陶芬的康拉德，但最終康拉德的姪兒，皇帝腓特烈·巴巴羅薩仍於1168年頒授公爵稱號予符茲堡采邑主教。